# Liste der Kulturgüter in Oulens-sous-Echallens
Die Liste der Kulturgüter in Oulens-sous-Echallens enthält alle Objekte in der Gemeinde Oulens-sous-Echallens im Kanton Waadt, die gemäss der Haager Konvention zum Schutz von Kulturgut bei bewaffneten Konflikten, dem Bundesgesetz vom 20. Juni 2014 über den Schutz der Kulturgüter bei bewaffneten Konflikten sowie der Verordnung vom 29. Oktober 2014 über den Schutz der Kulturgüter bei bewaffneten Konflikten unter Schutz stehen.
Objekte der Kategorie A sind im Gemeindegebiet nicht ausgewiesen, Objekte der Kategorie B sind vollständig in der Liste enthalten, Objekte der Kategorie C fehlen zurzeit (Stand: 13. Oktober 2021).

## Kulturgüter
| Foto |                                                           | Objekt                                                                                        | Kat. | Typ | Standort                            | Beschreibung |
| ---- | --------------------------------------------------------- | --------------------------------------------------------------------------------------------- | ---- | --- | ----------------------------------- | ------------ |
| ja   | Datei hochladen · Wikidata zu Eglise réformée (Q29891389) | Reformierte Kirche / Église réformée KGS-Nr.: 6393                                            | B    | G   | Route d’Eclagnens 2 534138 / 166183 |              |
| BW   | Datei hochladen · Wikidata zu (Q29891391)                 | Le Grand Bois, Grabhügel der Eisenzeit / Le Grand Bois, tumuli de l’âge du fer KGS-Nr.: 14712 | B    | F   | 533650 / 167971                     |              |